# Georges Pradines
Pour les articles homonymes, voir Pradines.
Georges Pradines, né le 19 décembre 1855 à Limogne-en-Quercy (Lot), décédé le 20 octobre 1896 à Limogne-en-Quercy est un paléontologue spéléologue français.
En parallèle de ses études de droit, il se passionna pour les sciences naturelles en prenant part aux recherches du professeur Henri Filhol sur les phosphorites du Quercy,.
À partir de 1894, il entreprit l’investigation souterraine du Causse de Limogne, de ses igues et de ses sources.
Il fut un des premiers membres fondateurs de la société de spéléologie fondée par Édouard-Alfred Martel avec qui il noua une grande amitié ainsi qu’avec Ernest Rupin et Raymond Pons. Il explora avec eux à deux reprises le gouffre de Padirac, et leur fit découvrir certaines des cavités du Causse de Limogne.

## Biographie
Issu d'une ancienne et longue lignée de notaires lotois, de Limogne-en-Quercy, Georges Pradines fit ses études à Toulouse. Passionné par les sciences, une fois obtenu son diplôme de bachelier ès lettres en 1872 au sein de l'école Sainte-Marie des jésuites devenue ensuite Le Caousou, il obtint son diplôme de bachelier ès sciences en 1873.
Son père notaire ayant exercé longtemps, Georges étudiant puis jeune notaire put trouver du temps libre afin d’étudier les phosphorites du Quercy puis de se consacrer à sa nouvelle passion, la spéléologie.

## Les phosphorites du Quercy
Alors étudiant en droit à Toulouse, il profita de l’exploitation de nouvelles phosphatières sur ses terres familiales de Limogne-en-Quercy, Pech de Lase, pour organiser des fouilles afin de découvrir des fossiles. Cette opportunité lui permit de multiplier à partir de 1874 les correspondances avec des collectionneurs ou des paléontologues comme Henri Filhol,, Jacques Malinowski ou Ludovic de Bonal de Ville-Marie (Lot-et-Garonne) pour identifier ou échanger des fossiles et des renseignements.
C’est ainsi qu’en novembre 1874, il rencontra à Toulouse Monsieur de Sevin, puis en mars 1875 Jean-Baptiste Noulet, naturaliste et préhistorien, alors directeur du Muséum de Toulouse auprès desquels il s’engagea à transmettre au muséum une partie des résultats de ses fouilles. Il noua des liens avec Eugène Trutat ainsi qu’avec Henri Filhol. C’est avec ce dernier, qu’il partagea ses découvertes sur les phosphorites autour de Limogne-en-Quercy. Henri Filhol cita Georges Pradines, notamment pour sa découverte d’une tête de Pterodon dasyuroïdes « dans les gisements de phosphate de chaux des environs de Limogne » représentés dans des planches dans ses « Mémoires sur quelques mammifères fossiles des phosphorites du Quercy » publié en 1882.

## Ses activités spéléologiques
Une correspondance se noue entre Georges Pradines et Édouard-Alfred Martel qui, dès sa lettre du 12 juin 1894, lui demande de lui « rendre service » et d’identifier et d’’explorer les cavités du Causse de Limogne puis de lui rendre compte de ses découvertes.
Entre 1894 et son décès, Georges Pradines entreprit donc d’identifier les cavités existantes des alentours en interrogeant les chasseurs, écrivant aux instituteurs comme Monsieur Estival d’Espagnac-Sainte-Eulalie qui lui répond en complétant les informations déjà données par l’abbé Edmond Albe à Georges Pradines sur la grotte de Corn et en lui indiquant d’autres grotte à Vieilles-Vignes et à Brengues. Il écrit aussi aux propriétaires de la région comme celui qui habite à la Salle et qui lui donne l’autorisation d’explorer l’igue du Cloup de Serry qui se situe sur ses terres et lui indique que sur son autre propriété de Livernon, il existe un autre Cloup.
Il en explora beaucoup entre 1894 et 1896 ; il fut souvent accompagné par le docteur Aymard de Limogne-en-Quercy et fut aidé deux fois par Louis Armand (spéléologue) pour Corn et pour le gouffre de l’Oule près de Saint-Jean-de-Laur,. Il visita en particulier Fonderbie, le trou Madame, le gouffre de l'Oule à plusieurs reprises, la grotte de Corn dont il fut le premier explorateur, l’igue de Parro, la Culotte, Pech Joubé. Il revint plusieurs fois à l’Oule car Édouard-Alfred Martel était intrigué sur le point hydrologique et demandait des investigations supplémentaires et des plans pour vérifier des hypothèses. Fin 1895, Georges Pradines envoya deux comptes-rendus détaillés avec plans à Édouard-Alfred Martel, celui sur le gouffre de l’Oule et celui sur la grotte de Corn, car une publication intitulée « L’Exploration souterraine du Causse de Limogne (Lot), par MM. G. Pradines et E.-A. Martel. » était annoncée dans Spelunca Bulletin.

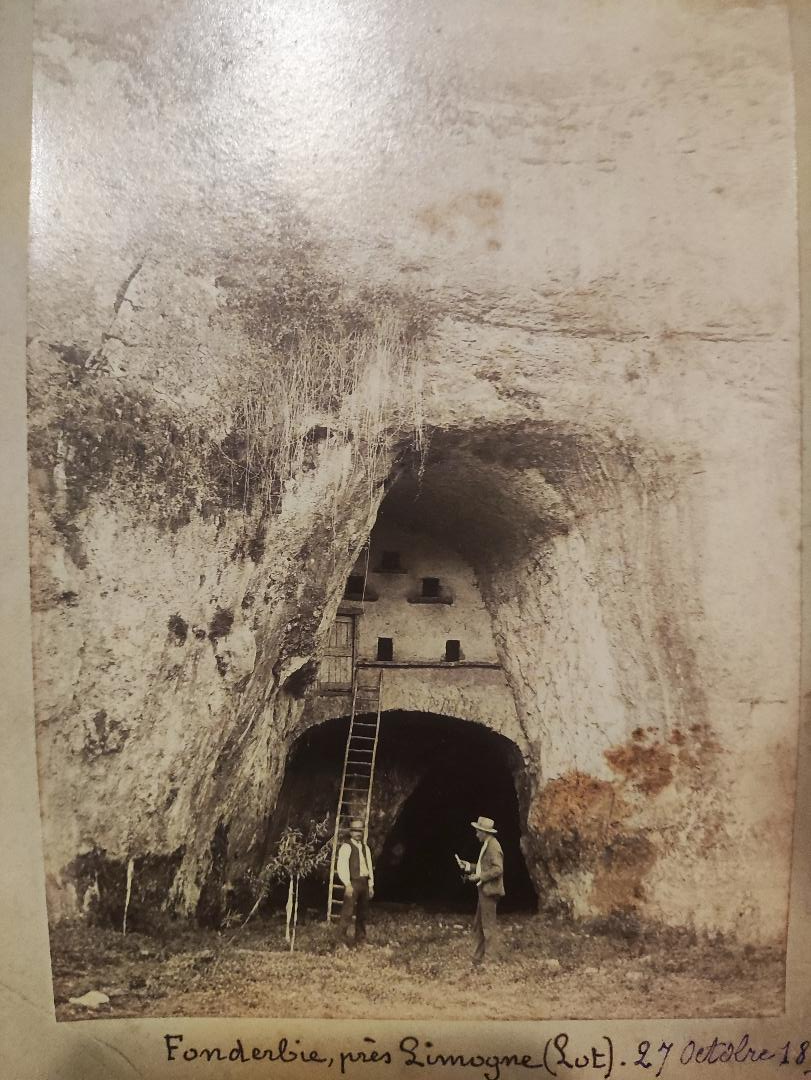
Exploration de Fonderbie près de Limogne-en-Quercy par Georges Pradines le 27 octobre 1895

En août 1894, Georges Pradines reçoit quelques jours dans sa maison de (Limogne-en-Quercy, Édouard-Alfred Martel, Louis Armand (spéléologue), Ernest Rupin, Philibert Lalande et Raymond Pons et partent explorer les cavités les plus intéressantes des alentours : le gouffre de Lantouy près de Cajarc,, celui de l’Oule le 11 août 1894, et le refuge de Roc de Gorp (ou d’Aucor) le 14 août 1894 dans la vallée du Vers,.
Dans sa lettre du 30 octobre 1894, Édouard-Alfred Martel lui rappelle que lors de ces explorations du mois d’août, il a baptisé Georges avec l’eau souterraine et lui écrit « de néophyte, vous voilà passé apôtre » et que cela justifie à ses yeux de l’appeler désormais « Mon cher ami » dans ses courriers.
Édouard-Alfred Martel est alors en plein création de la Société de spéléologie et Georges Pradines ainsi que le docteur Aymard lui répondent dès fin septembre 1894 qu’ils souhaitent y adhérer. Dans la première revue Spelunca Bulletin de 1895, ils y figureront donc parmi les 121 membres fondateurs actifs.
Fin septembre 1895, Georges Pradines reçoit de nouveau quelques jours dans sa maison de (Limogne-en-Quercy, Édouard-Alfred Martel, Louis Armand (spéléologue), Ernest Rupin et Raymond Pons et le docteur Aymard,,. Ils doivent visiter le gouffre de l’Oule et le trou Madame le 27 septembre. Et comme le raconte Édouard-Alfred Martel, le même jour « à l’heure du souper, chez notre excellent ami Georges Pradines, notaire à Limogne, je fus amené à lui faire, ainsi qu’à MM. Rupin, Pons et Aymard, la proposition d’aller passer la nuit du lendemain dans les entrailles de Padirac. Je leur donnais le choix, qui me tenait moi-même hésitant depuis quelques jours, entre l’achèvement de nos recherches, à peu près terminées d’ailleurs, sous le Causse de Limogne, et la visite de Padirac. À l’unanimité, ce dernier projet l'emporta »

### La troisième exploration de Padirac et le naufrage
Le 28 et 29 septembre 1895, la troisième exploration du gouffre de Padirac eut lieu. Aux cinq spéléologues qui avaient dîné la veille à Limogne-en-Quercy, s’ajoute un « touriste », M. Delclaux, architecte à Toulouse et neveu de l’abbé de la Roussille, abbé qui a beaucoup aidé Édouard-Alfred Martel pour l’exploration du site et plus tard pour l’achat des terrains permettant de l’aménager. Édouard-Alfred Martel doit embarquer sur son bateau Osgood trois passagers au lieu des deux habituels et utilise des pliants. Selon lui, cela a déstabilisé le centre de gravité du bateau et provoqué son naufrage ; Édouard-Alfred Martel, Delclaux et Pradines manquent de se noyer dans l’obscurité et l’eau froide du gouffre,.
Après cette expédition, Édouard-Alfred Martel écrira à son ami Georges Pradines qu’il s’en veut d’avoir mit en danger la vie de deux pères de famille et qu’il comprendrait qu’il ne veuille plus continuer. Mais Georges Pradines lui répondra que cela n’a absolument pas changé sa détermination à poursuivre ses explorations. Il conclut sa lettre du 19 octobre 1895 par « je reviendrai à Padirac d’une manière ou d’une autre ».
De nombreux journaux publient le récit de ce naufrage au moment où Édouard-Alfred Martel souhaite ouvrir le gouffre de Padirac au public et cherche des investisseurs pour l’aider à acheter les terres aux nombreux paysans du coin et pour l’aider à aménager le site. Avec Ernest Rupin et Édouard-Alfred Martel publient leur récit du naufrage dans de multiples journaux et dans des revues savantes, afin d’éviter les fausses informations. Édouard-Alfred Martel demanda à Georges Pradines s’il souhaitait lui aussi publier son récit mais ce dernier lui répondit dans sa lettre du 11 octobre 1895 qu’il serait « ridicule » qu’il écrive son récit alors que Ernest Rupin et Édouard-Alfred Martel vont le faire.
Malgré cela, en 1896, le 11 avril, alors que la société est en voie de permettre d’ouvrir le gouffre au grand public, Guy Tomet dans le Monde Illustré n° 2037 publiera un récit romancé du naufrage où M. Delclaux à juste titre mais aussi Georges Pradines seront qualifiés de « hardis touristes ».
En 2014, les éditions Glénat publieront une bande-dessinée « Le Gouffre de Padirac » où le récit erroné du Monde Illustré est repris ; Georges Pradines y est qualifié de « touriste ».

### La quatrième exploration de Padirac
Ce fut la dernière visite à Padirac de Georges Pradines avant son décès en octobre 1896. Elle eut lieu avec ses amis Édouard-Alfred Martel, Ernest Rupin et Raymond Pons du 28 mars au 1er avril 1896. Le journal du Lot du samedi 11 avril 1896 en donna les détails par un témoignage anonyme dans les termes exacts d’un texte retrouvé dans les archives de Georges Pradines écrit et raturé de sa main. Édouard-Alfred Martel publiera son récit par la suite,.

### L’organisation des premières explorations spéléologiques
De 1894 à son décès en 1896, il échange de nombreux courriers avec d’autres spéléologues ; Raymond Pons de Reilhac, Ernest Rupin de Brive, Louis Armand (spéléologue) et surtout Édouard-Alfred Martel (55 lettres reçues). Ces lettres communiquent des informations sur l’entraide entre ces premiers spéléologues :
- Le matériel nécessaire aux explorations est partagé selon les besoins de chacun (échelles de cordes de différentes longueurs, échelles à coulisse, cordes, bateaux Osgood...). Ce matériel voyage par le train à travers la France, une fois il est même expédié depuis le Jura (lettre 7 septembre 1895[9] de Martel). Dans sa lettre du 15 juin 1895[9], Édouard-Alfred Martel, demande à Georges Pradines de lui « expédier d’urgence grande vitesse, port dû, 3 rue de Grammont, une échelle de cordes de 20 mètres et une corde de 100 mètres » car il part sous peu pour une expédition en Angleterre et a besoin de plus de matériel que prévu.
- Pour certaines explorations, Louis Armand (spéléologue) vient les aider.
- Ils se partagent leurs astuces ; le 6 septembre 1894[9], Édouard-Alfred Martel, qui a déjà connu le problème, envoie à Georges Pradines confronté aux émanations de cadavres dans les cavités, du papier d’Arménie.

## Sa collection
Cette collection était constituée de pierres et fossiles issus de fouilles personnelles dans le Lot ou d’échanges à travers l’Europe.
Il donna au Muséum de Toulouse de son vivant certains des fossiles qu’il trouva dans les grottes du Lot ou les phosphatières de la région de Limogne-en-Quercy. Certains sont encore identifiables à la référence Pradines : Anaplotherium commune, Anthracotherium, Paelotherium, Aceratherium, Adapis.
Sa correspondance avec Ernest Rupin entre 1894 et 1896 révèle que Georges Pradines lui envoya plusieurs fois de nombreux échantillons de sa collection pour le musée municipal de Brive fondé par la Société scientifique, historique et archéologique de la Corrèze. Le 13 janvier 1896, Ernest Rupin reçoit un envoi important de la part de Georges Pradines et l’en remercie car il a pu commencer « à montrer chaque pièce sur un petit cube en bois avec étiquette explicative et votre nom comme donateur » et « avant les objets préhistoriques donnés par Massénat ». Dans sa lettre du 3 février 1896, Ernest Rupin a reçu « 115 échantillons sans compter les coquillages » qu’il doit aussi mettre en vitrine. Transféré à la fin des années 1970 dans l’Hôtel Labenche, ce musée devint le Musée Labenche de Brive. En 1999, la conservatrice du musée indiqua dans un courrier que les socles ayant été enlevées en 1978, l’origine de certains fossiles avait été perdu et qu’elle n’avait retrouvé de Georges Pradines que le "numéro 50.155.47, ambre jaune avec insectes et matières organiques collection, Kœnigsberg provenant de Prusse".
Enfin, l’essentiel de sa collection, restée dans le pavillon dédié de sa maison familiale de Limogne-en-Quercy, dans des grandes vitrines, fut donné en 1998 par ses descendants à Thierry Pelissié, géologue et spéléologue, Conservateur de la Réserve naturelle nationale géologique du Lot de 2016 à 2022, et président de l'Association « Les phosphatières du Quercy ». Il en garda une partie dans les Phosphatière du Cloup d'Aural près de Limogne-en-Quercy et confia l’autre partie à l’Université de Montpellier.

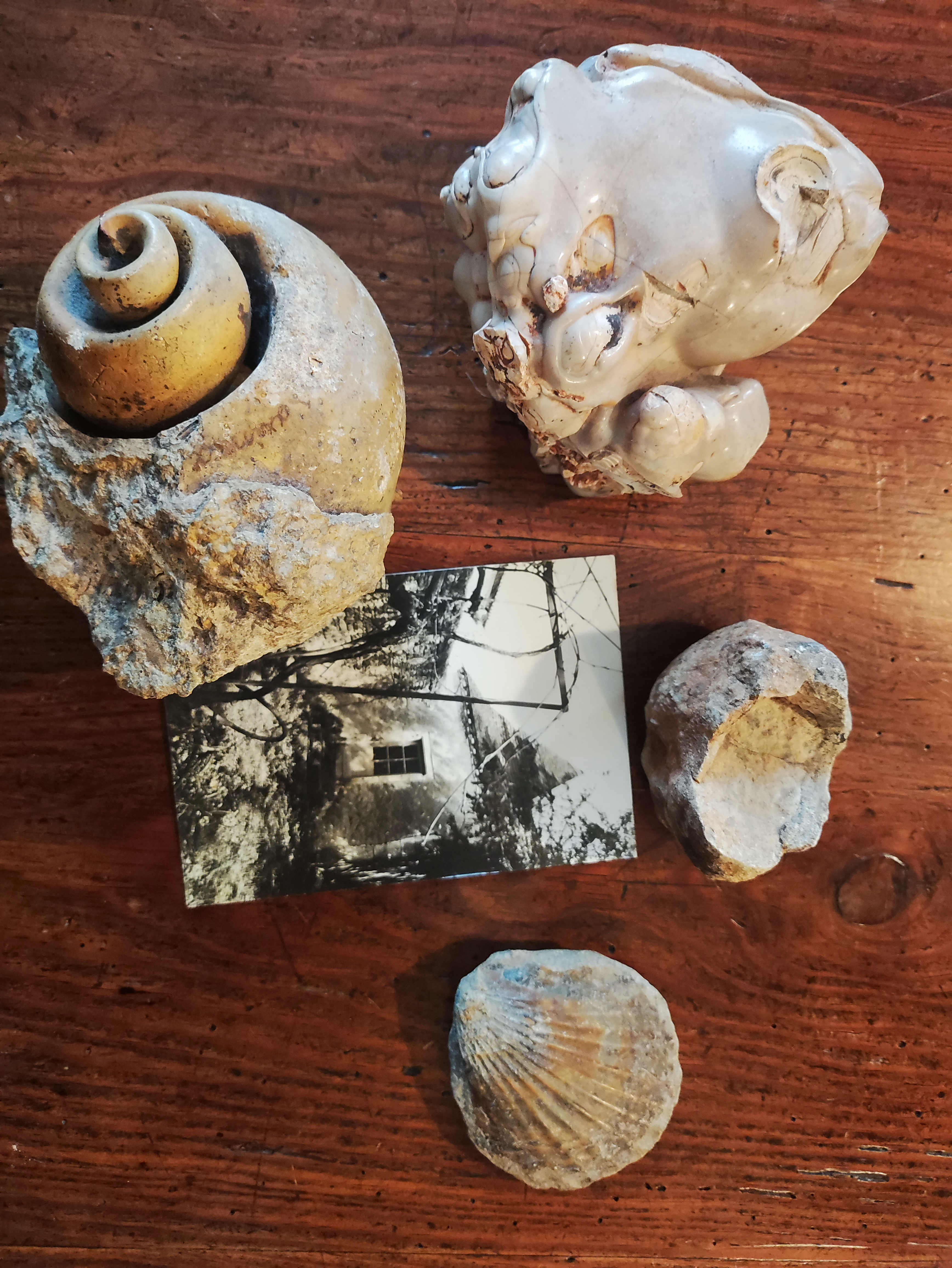
Photo du pavillon de sa collection et d'échantillons de sa collection

## Son décès
A 40 ans, il fut terrassé en quelques semaines par une infection à la langue. La légende locale attribua son décès aux conséquences de sa "noyade" accidentelle un an plus tôt dans le gouffre de Padirac lors de la troisième expédition de Édouard-Alfred Martel en 1875. Il est plus probable qu’elle soit la conséquence d’une infection contractée en explorant certaines cavités du Lot dont l’eau était polluée par les cadavres de animaux jetés ou d’un cancer de la langue.
Lors de son assemblée générale du 23 décembre 1896, la société de spéléologie lui rend hommage.
Presque 30 ans après, le 15 octobre 1925, Édouard-Alfred Martel répond à la veuve de Georges Pradines qui lui avait écrit car aucune référence à son époux n’est faite dans le gouffre de Padirac : seuls sont indiqués à Padirac les découvreurs et les personnes qui ont rendu possible son aménagement. Mais il déplore que les notes et plans rédigées par Georges Pradines sur les igues et cavernes aux environs de Limogne-en-Quercy, qu’il avait lues et que le docteur Aymard avait conservées, n’aient pas été publiées par ce dernier dans le « Bulletin de la société des études du Lot » alors qu’il lui avait conseillé de le faire. Il n’avait plus jamais eu de nouvelles du Dr Aymard. Ces notes et plans ne furent jamais retrouvés.